# Angolalerche

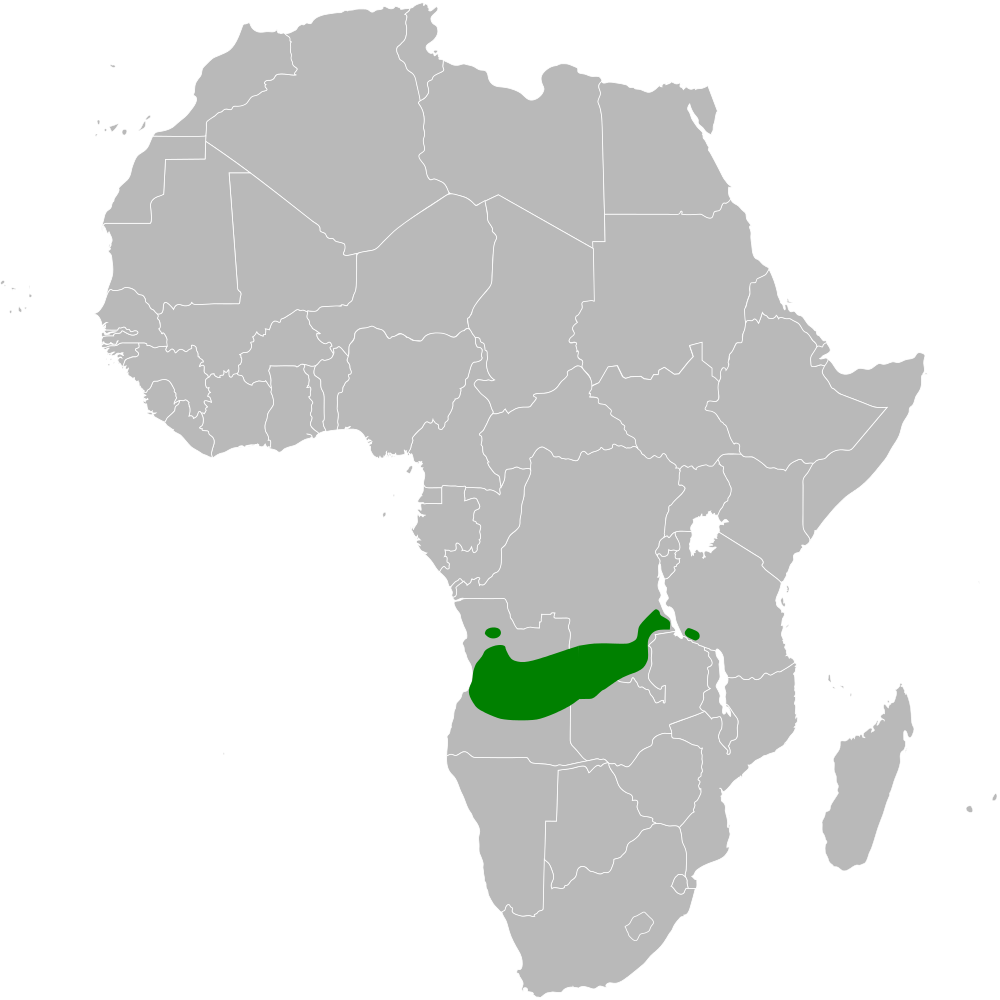
Verbreitungsgebiet der Angolalerche

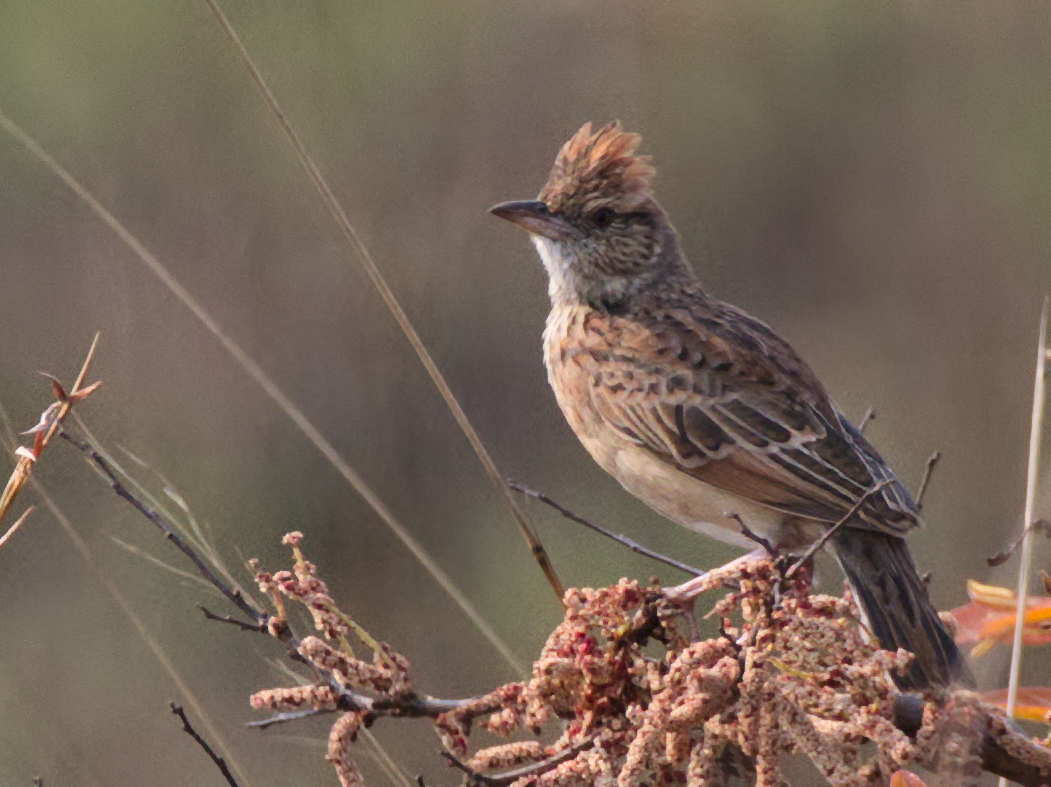
Angolalerche

Die Angolalerche (Mirafra angolensis) ist eine Art aus der Familie der Lerchen. Ihr Verbreitungsgebiet liegt im südöstlichen Afrika. Sie ist eine kompakt gebaute, hochbeinige Lerche, die in ihrem Habitus an eine Haubenlerche erinnert. Man unterscheidet drei verschiedene Unterarten.
Die Bestandssituation der Angolalerche wird als ungefährdet (least concern) eingestuft.

## Merkmale
Die Angolalerche erreicht eine Körperlänge von 17 bis 18 Zentimeter, wovon 4,6 bis 5,8 Zentimeter auf den Schwanz entfallen. Der Schnabel hat beim Männchen eine Länge von 1,75 bis 2,1 Zentimeter, beim Weibchen eine Länge von 1,6 bis 2 Zentimeter. Männchen wiegen zwischen 35 und 42 Gramm, die Weibchen sind zwischen 30 und 36,5 Gramm schwer. Es besteht außer dem Größenunterschied kein auffälliger Geschlechtsdimorphismus.
Angolalerchen haben einen rötlich braunen Scheitel, Nacken und Hinterhals. Die Körperoberseite ist ebenfalls rötlich braun und weist breite dunkle Streifen auf. Die Oberschwanzdecken sind zimtfarben. Das Gesicht ist hell gelbbraun, das Kinn und die Kehle sind weißlich. Die Brust und die obere Bauchhälfte sind isabellfarben. Auf der Brust befinden sich feine dunkelbraune Strichel. Die untere Bauchhälfte sowie die Unterschwanzdecken sind hell isabellfarben. Die Hand- und Armschwingen sind braun mit rötlichen Federsäumen. Die äußerste Steuerfeder ist weiß bis rahmfarben, die daneben liegende Steuerfeder weist eine weiße Außenfahne auf. Die übrigen Steuerfedern sind braun mit rötlichen Säumen. Der Oberschnabel ist dunkel hornfarben, der Unterschnabel etwas heller. Die Iris ist kastanienbraun.

## Gesang
Das Männchen steigt zum Fluggesang etwa 25 Meter steil auf und lässt sich dann mit hochgestellten Flügeln steil auf die Erde herabfallen, wobei es sich dicht über dem Boden wieder abfängt. Während des Singflugs lässt es eine Serie von klaren Trillern hören. Angolalerchen lassen ihren Gesang auch vom Boden hören. Es steigt nach dem Bodengesang etwa fünf Meter hoch und lässt sich dann unter schnurrenden Instrumentallauten, die es mit den Flügeln erzeugt, wieder zum Boden herabfallen.

## Verwechslungsmöglichkeiten
Im Verbreitungsgebiet der Angolalerche kommen sowohl die Kurzhaubenlerche als auch die Baumklapperlerche vor. Große Ähnlichkeit besteht mit der Kurzhaubenlerche. Die Angolalerche ist jedoch auf der Körperoberseite dunkler und hat an den äußeren beiden Steuerfedern einen größeren Weißanteil. Bei der kleineren Baumklapperlerche gibt es keinen Weißanteil an den Schwanzfedern.

## Verbreitungsgebiet und Lebensraum
Die Angolalerche kommt in Angola, der Demokratischen Republik Kongo, Tansania und Sambia vor.
Der Lebensraum der Angolalerche ist offenes Grasland mit niedrigen Büschen und Termitenhügeln. Sie kommt von den Tiefebenen bis ins Bergland vor. Sie ist häufig auf frisch abgebranntem Grasland anzutreffen.

## Lebensweise
Angolalerchen fressen Insekten und Samen. Die Brutzeit der Angolalerche liegt im Zeitraum von September bis Januar. Wie alle Lerchen ist sie ein Bodenbrüter. Das Nest wird im Schutz eines Grasbüschels aus trockenen Gräsern gebaut. Das Gelege besteht aus drei Eiern. Diese sind rahmfarben und weisen große braune Flecken und Kritzeln auf.

## Unterarten
Es werden 3 verschiedene Unterarten unterschieden:
- M. a. marungensis Hall, BP, 1958 – Südwesten Tansanias und Südosten der Demokratischen Republik Konto. Ist etwas kontrastreicher gefärbt als die Nominatform und weist im Gefieder mehr Rottöne auf.
- M. a. angolensis Barboza du Bocage, 1880 – Angola, oben beschriebene Nominatform
- M. a. antonii Hall, BP, 1958 – Vom Osten Angolas bis in den Süden der Demokratischen Republik Kongo und Nordwesten Sambias. Ebenfalls dunkler als die Nominatform. Sie ist auf der Brust etwas stärker gestreift, die äußeren Schwanzfedern sind nicht vollständig weiß, sondern weisen schmale dunkle Ränder auf.

## Einzelbelege
1. 1 2  Pätzold: Kompendium der Lerchen. S. 81.
2. ↑  Pätzold: Kompendium der Lerchen. S. 79.
3. 1 2  Pätzold: Die Lerchen der Welt. S. 59.
4. ↑  Pätzold: Kompendium der Lerchen. S. 80.
5. ↑  IOC World Bird List 6.4. In: IOC World Bird List Datasets. doi:10.14344/ioc.ml.6.4 (englisch, worldbirdnames.org).